# Murmanska oblast
Murmanska oblast je federalni subjekt u sjeverozapadnom dijelu Rusije. Administrativni centar je Murmansk. Oblast obuhvaća površinu od 144.900 km².
Prema popisu iz 2002., naseljava ju 892.534 stanovnika. Dio je sjeverozapadnog saveznog okruga.
Smještena je na poluotoku Kola i dio je većeg područja Laponije. Sastoji se od 5 rajona.

## Ekonomija
Murmanska je oblast poznata po proizvodnji apatita, značajnog za proizvodnju fosfora. Postoje i velike tvornice aluminija, nikla i bakra.
Razvijeno je i ribarstvo.